# Diocese de Ciudad Altamirano
A Diocese de Ciudad Altamirano (em latim: Dioecesis Civitatis Altamirensis) é uma diocese da Igreja Católica localizada no município de Altamirano, no estado de Chiapas, pertencente a Arquidiocese de Acapulco no México. Foi fundada em 27 de outubro de 1964 pelo Papa Paulo VI. Com uma população católica de 1.006.000 habitantes, sendo 95,7% da população total, possui 43 paróquias com dados de 2021.

## História
Em 27 de outubro de 1964 o Papa Paulo VI cria a Diocese de Ciudad Altamirano através da Diocese de Acapulco, Diocese de Chilapa, Diocese de Toluca e da Diocese de Tacámbaro. Em 1966 a Diocese de Ciudad Altamirano tem seu território ampliado com parte da Diocese de Toluca. Em 1973 a diocese perde território para a Diocese de Toluca. Em 1983 a Diocese de Ciudad Altamirano tem sua província eclesiástica alterada, passando de Morelia para Acapulco. Em 1985 a Diocese de Ciudad Altamirano juntamente coma Diocese de Apatzingán perdem território para a formação da Diocese de Ciudad Lázaro Cárdenas.

## Bispos
A seguir uma lista de bispos desde a criação da diocese em 1964.
|                             | Nome                            | Período                     | Notas                                                 |
| Bispos de Ciudad Altamirano | Bispos de Ciudad Altamirano     | Bispos de Ciudad Altamirano | Bispos de Ciudad Altamirano                           |
| --------------------------- | ------------------------------- | --------------------------- | ----------------------------------------------------- |
| 8º                          | Joel Ocampo Gorostieta          | 2019 - atual                |                                                       |
| 7º                          | Maximino Martínez Miranda       | 2006 - 2018                 | Nomeado bispo auxiliar de Toluca                      |
| 6º                          | José Miguel Ángel Giles Vázquez | 2004 - 2005                 | Faleceu no cargo                                      |
| 5º                          | Carlos Garfias Merlos           | 1996 - 2003                 | Nomeado bispo de Nezahualcóyotl                       |
| 4º                          | José Raúl Vera López, O.P.      | 1987 - 1995                 | Nomeado bispo Coadjutor de San Cristóbal de Las Casas |
| 3º                          | José Lizares Estrada            | 1980 - 1987                 | Nomeado bispo auxiliar de Monterrey                   |
| 2º                          | Manuel Samaniego Barriga        | 1971 - 1979                 | Nomeado bispo auxiliar de Cuautitlán                  |
| 1º                          | Juan Navarro Ramírez            | 1965 - 1970                 | Faleceu no cargo                                      |